# Louise Gade
Louise Gade (født 15. juni 1972 på Thyholm) er en dansk cand.jur., tidligere borgmester og nuværende executive vicepresident i Salling Group med ansvar for HR og Personaleforhold.
Gade er datter af gårdejer Harry Gade og lægesekretær Anna-Marie Gade. Hun blev student fra Struer Gymnasium i 1991, hvorefter hun flyttede til Aarhus for at læse jura. I studietiden var hun medlem af landsstyrelsen i Danmarks Liberale Studerende. I 1997/1998 blev hun uddannet cand.jur. fra Aarhus Universitet. Fra juli 1997 til januar 2002 arbejdede hun som advokat hos advokatfirmaet Lokdam, Kjellund & Partnere i Århus. I 2001 blev hun gift med Ulrik G. Westring, som er IT-chefkonsulent. 
Hun har været medlem af Århus Byråd siden 1994 og var fra 1995-1998 formand for Venstres byrådsgruppe. Fra 1998 blev hun politisk ordfører, ligesom hun var medlem af Økonomiudvalget. Hendes politiske karriere kulminerede i 2002, da hun som følge af en konstitueringsaftale med Konservative, Radikale og Dansk Folkeparti bliver den første ikke-socialdemokratiske folkevalgte borgmester i Århus nogensinde. Ved kommunalvalget i 2005 lykkedes det hende imidlertid ikke blive siddende som borgmester, selv om hun satte rekord i antal personlige stemmer ved et valg til Århus Byråd med 42.697. I 2006 overtog socialdemokraten Nicolai Wammen som borgmester efter Gade. Louise Gade blev i stedet fra 2006 rådmand for Magistratsafdelingen for Børn og Unge. 
Gade meddelte 2. april 2008, at hun ikke ville genopstille ved Kommunalvalget 2009.
Hun udtrådte af Århus Byråd 1. juni 2009 for at blive vicedirektør for human resource ved Aarhus Universitet. I 2015 blev hun ansat som direktør i VIA Efter- og Videreuddannelse, hvorpå hun skiftede til Salling Group i 2019.
Louise Gade er medlem af VL-gruppe 38 og sidder desuden i bestyrelsen for TV 2.
Hun har gennem årene modtaget en række anerkendelser:
- Årets Politiker, kåret af Landsforeningen for Bøsser og Lesbiske, august 2004 for sit arbejde for bedre behandling af byens minoriteter
- Årets Heltinde 2003, pris indstiftet af foreningen Morgendagens heltinder, april 2003
- Årets TOYP-prismodtager, kåret af Junior Chamber, september 2003